# Trox planicollis
Trox planicollis är en skalbaggsart som beskrevs av Haaf 1953. Trox planicollis ingår i släktet Trox och familjen knotbaggar. Inga underarter finns listade i Catalogue of Life.